# Intocable (canción)
«Intocable» es una canción interpretada por el cantautor mexicano Aleks Syntek. Fue lanzada por la empresa discográfica EMI Latin en mayo del 2007 y fungió como el sencillo principal de su tercer álbum de estudio, Lección de vuelo (2007). Fue escrita y producida por él mismo. El videoclip se lanzó a YouTube tiempo después (en el año 2009).

## Lista de canciones
1. «Intocable» - 3:30 (Aleks Syntek)

## Posicionamiento en listas
| País (Lista 2004)                                 | Posición más alta |
| ------------------------------------------------- | ----------------- |
| Estados Unidos (Billboard Bubbling Under Hot 100) | 19                |
| Estados Unidos (Billboard Hot Latin Songs)        | 10                |
| Estados Unidos (Billboard Latin Airplay)          | 20                |
| Estados Unidos (Billboard Latin Pop Airplay)      | 9                 |
| México (Los 40)                                   | 28                |

| País (Lista 2004)                          | Posición más alta |
| ------------------------------------------ | ----------------- |
| Estados Unidos (Billboard Hot Latin Songs) | 19                |